# Michel Rabut
Michel Rabut – francuski judoka. Mistrz Europy w 1959 i drugi w drużynie w 1960. Mistrz Francji w 1956 roku.